# Sarushima
Sarushima (猿島, Sarushima), littéralement « île du singe », est une petite île située au large de la ville de Yokosuka, dans la baie de Tokyo. Elle est utilisée comme batterie par le Shogunat Tokugawa durant l'époque d'Edo et fait partie de l'aire navale de Yokosuka depuis 1868.
Elle a été nommée Perry Island par Matthew Perry lors de sa visite en 1853.

## Géographie

### Description de l'île

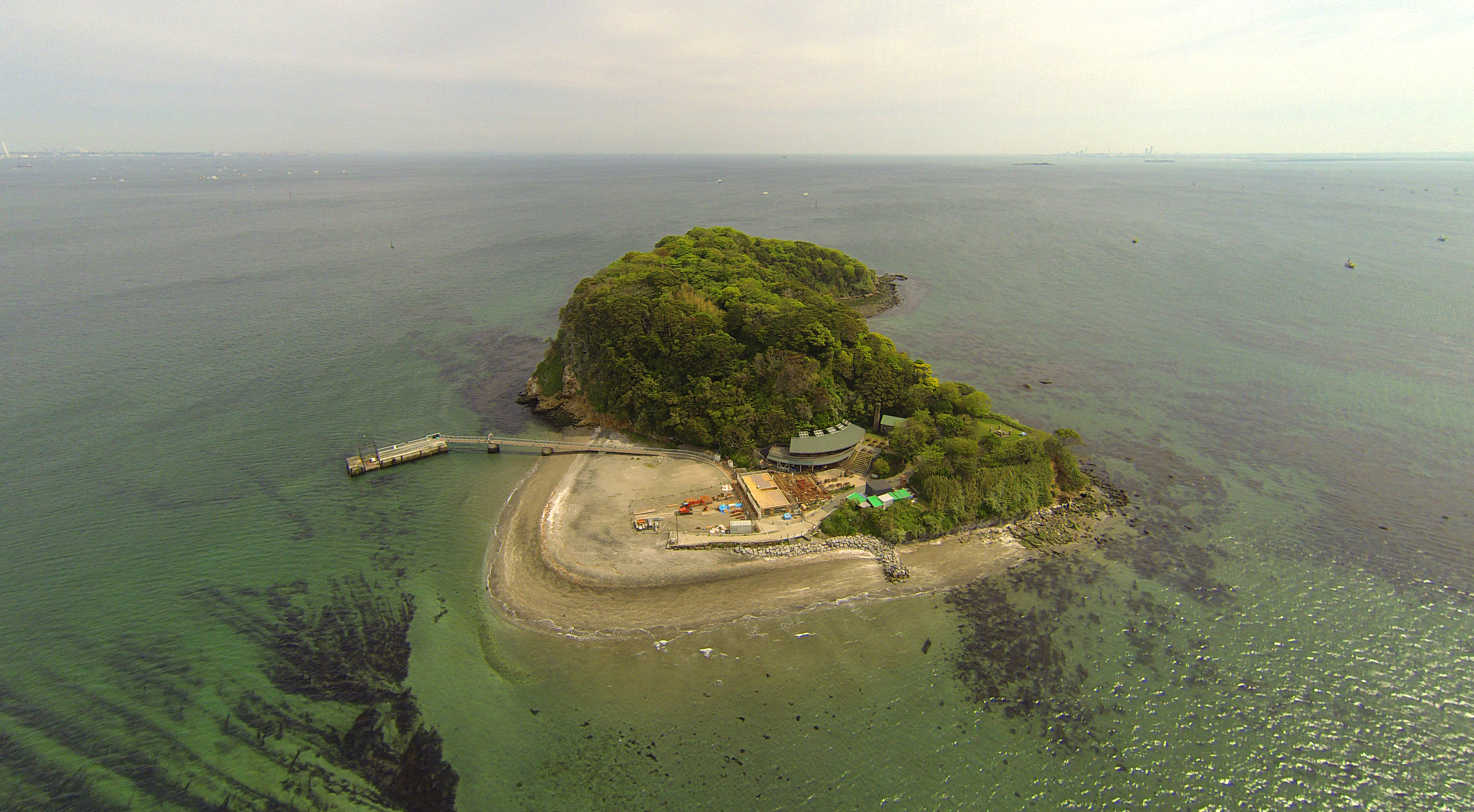
Sarushima vu depuis le ciel.

Sarushima est une petite île inhabitée située au large de la ville de Yokosuka, à environ 1,6 kilomètre du point Kachiriki (Kachiriki-misaki (ceb) / 勝力岬), et à 2,5 kilomètres de la ville, et a un relief parsemé de falaises. Son plus haut point mesure 39,3 mètres de haut. À environ deux mètres de l'île se trouve l'île Ineka. Les eaux autour de l'île sont peu profondes et l'île est couverte de végétation,. 
Elle est la seule île naturelle de la baie de Tokyo. On y retrouve plusieurs espèces de plantes subtropicales, ainsi que du cerf, et comme son nom l'indique, des singes.

### Transports

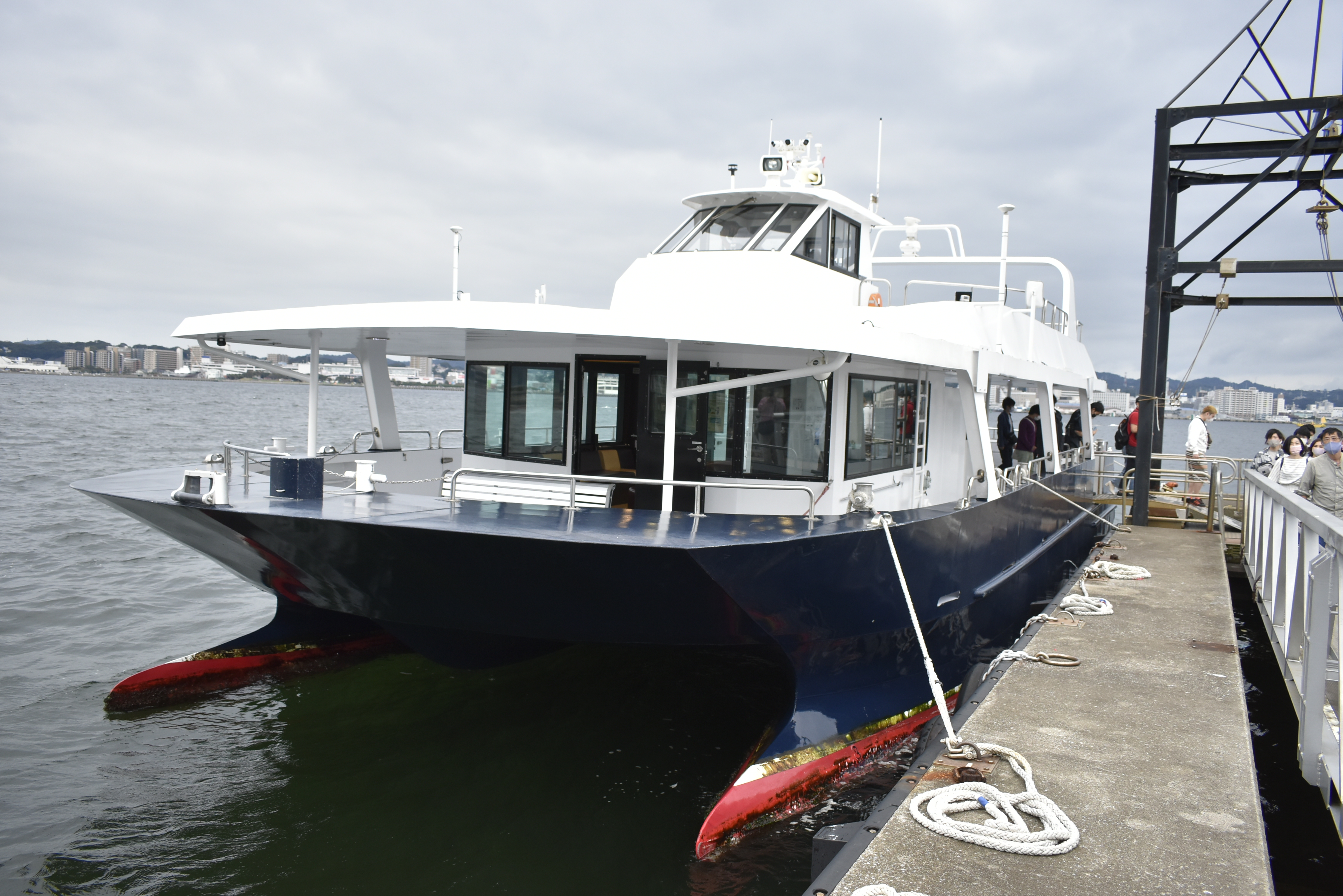
Ferry à quai sur Sarushima.

Le site est accessible depuis le parc Mikasa par un ferry du transporteur TRYANGLE Inc. (ja). La traversée dure dix minutes et est ouverte chaque jour de mars à novembre, et pendant les fins de semaines de décembre à février. Les frais sont de 1 500 円 par adulte et 600 par enfant. 
L'île est aussi utilisée par l'Académie de défense nationale du Japon pour leurs cours d'aviron. Depuis 2019, Seiyu et Rakuten offrent une livraison de produits par drone à destination de Sarushima pour les touristes.

## Histoire

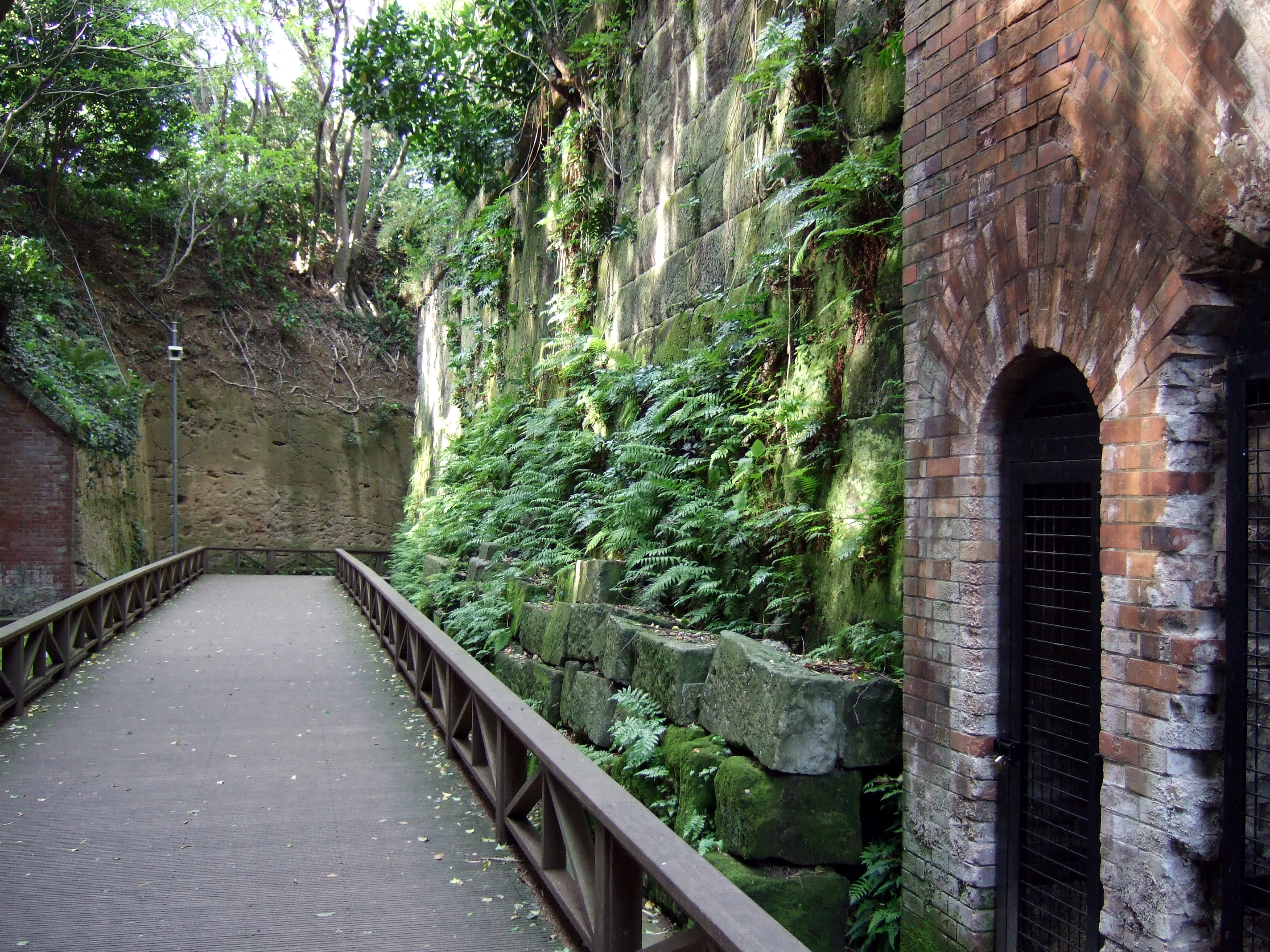
Ruines de la forteresse.

De la poterie datant des périodes Jōmon et Yayoi a été excavée sur l'île, en plus d'ossements humains, qui ont été soupçonnés appartenir à Nichiren.
De la période Bakumatsu à la Seconde Guerre mondiale, l'île est utilisée comme base de défense navale pour la ville de Tokyo. Le Shogunat Tokugawa y construisent leurs premières installations en 1847. À l'ère Meiji, la base est utilisée par le ministère de la Marine, qui y construit une batterie armée de canons, ainsi qu'une forteresse. La forteresse n'a cependant jamais été utilisée en temps de guerre et a été laissée à l'abandon. Maintenant en ruines, elle était un des rares exemples de constructions japonaises anciennes en briques. Les briques, qui venaient de la préfecture d'Aichi, étaient peu uniformes, principalement dû à la récente arrivée de la technologie au pays à l'époque.
De la fin de la Seconde Guerre mondiale à 1961, l'île est utilisée par les forces américaines, qui avait aussi perquisitionné la base navale de Yokosuka. Un service de bac ouvre en 1947, puis une plage en 1957, mais l'île est finalement fermée au public en 1993. En 1995, la gestion de Sarushima est confiée à Yokosuka, qui rouvre la plage et l'île l'année suivante. En 2003, elle est officiellement transférée du gouvernement fédéral au gouvernement local. 
Dû à sa forte ressemblance aux lieux du film Le Château dans le ciel de Hayao Miyazaki et son apparition comme lieu de tournage dans Kamen Rider, le nouveau parc gagne en popularité, si bien qu'en 2013, il reçoit 110 000 visiteurs, 1.7 fois plus qu'en 2003. Désigné lieu historique national en 2015, la ville a commencé à percevoir des droits d'entrée la même année.